# Gàver
Gàver es una localidad española del municipio leridano de Estarás, en la comunidad autónoma de Cataluña.

## Historia
A mediados del siglo XIX, el lugar, que por entonces ya compartía municipio con Estarás, tenía contabilizada una población de 27 habitantes. Aparece descrito en el octavo volumen del Diccionario geográfico-estadístico-histórico de España y sus posesiones de Ultramar de Pascual Madoz de la siguiente manera:

GAVER vulgo GAVA: l. que forma ayunt. con el l. de Estarás en la prov. de Lérida (14 horas), part. jud. de Cervera (3), aud. terr. y c. g. de Barcelona (21), dióc. de Vich (20). sit. en una altura de muy poca elevacion, batida de los vientos del N, con clima saludable aunque frio, próximo al r. Sio que nace en su térm. Se compone de 7 casas de pobre apariencia y una igl. parr. (Ntra. Sra. de la Asuncion) servida por un cura párroco de provision del diocesano, con el cementerio contiguo á ella y en paraje nada perjudicial al vecindario. El térm. se estiende de N. a S. 1/2 leg. y 3/4 de E. á O., confinando por N. con Puixal; E. Estarás; S. Freixanet, y O. Astor: nace dentro de él el r. Sio, de cuyas aguas se aprovechan los vecinos para sus usos domésticos, ademas de proporcionar algun riego y dar impulso á las ruedas de un molino harinero cerca del l. El terreno de mediana calidad, está cortado por una cordillera que le atraviesa por la parte N.: son muchos los caminos que dirigen á los pueblecitos inmediatos y cab. de part., pero todos en mal estado. La correspondencia la recibe de la adm. de Cervera por balijero que pasa á buscarla. prod.: trigo, vino, poco aceite y legumbres en abundancia; cria ganado lanar y algun vacuno para la labranza. pobl.: 7 vec., 27 alm. cap. imp. 10,987 rs, contr.: 14,28 por 100 de la riqueza.
(Madoz, 1847, pp. 336-337)

En 2022 la entidad singular de población tenía una población censada de 38 habitantes y el núcleo de población 24 habitantes.